# FC Bavaria 1899 München
Der FC Bavaria 1899 München war ein Fußballverein aus München. Er wurde am 1. November 1899 gegründet und war einer von 86 auf der Gründungsversammlung des Deutschen Fußball-Bunds vertretenen Vereine. Weitere angebotene Sportarten waren Leichtathletik, Croquet und Damenhockey.

## Geschichte
Im Jahre 1900 wurde in München erstmals eine inoffizielle Stadtmeisterschaft ausgespielt, an der neben den Vereinen FC Bayern München, 1. Münchner FC 1896 und FC Nordstern 1896 München auch der FC Bavaria München teilnahm. In den Folgejahren konnte in Bayern mit dem Verband Münchner Fußball-Vereine und dem Münchner Fußball-Bund ein regulärer Spielbetrieb etabliert werden. Die erste Teilnahme an der vom Verband Süddeutscher Fußball-Vereine ausgetragenen Endrunde wurde in der Saison 1902/03 erreicht.
Von November 1907 bis März 1908 trat der FC Bavaria als Fußballabteilung der Turngemeinde München bei. Nachdem diese Gemeinschaft wieder gelöst wurde, nahm der FC Bavaria nicht mehr an den Spielen der Meisterschaft teil, aber die Turngemeinde behielt den Namen FA Bavaria der TG München für ihre Fußballmannschaft bei. In der Saison 1909/10 wurde diese Mannschaft am 17. Oktober 1909 aus der Gauliga Oberbayern zurückgezogen.
Fritz Fürst, der spätere deutsche Nationalspieler, begann seine Karriere beim FC Bavaria 1899 München, bevor er dann zur Vereinigten Turnerschaft München und zum FC Bayern München wechselte.